# Catharine Littlefield Greene

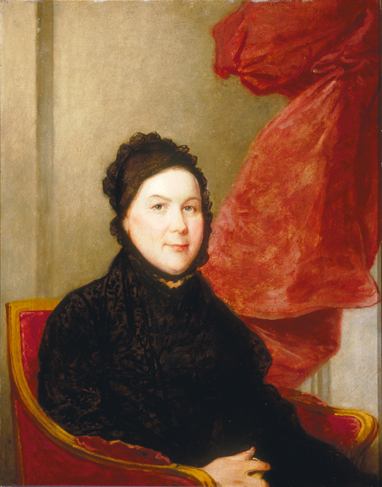
Catharine Littlefield Greene (1809)

Catharine Littlefield Greene (* 17. Februar 1755 in New Shoreham, Block Island; † 2. September 1814 in Cumberland Island, Camden County, Georgia) war Ehefrau von Nathanael Greene, General des Amerikanischen Unabhängigkeitskrieges, und gilt als Miterfinderin und Geldgeberin der Cotton Gin, der ersten Baumwoll-Entkörnungsmaschine, die von Eli Whitney 1794 als Patent angemeldet wurde.  

## Leben und Wirken
Catharine Littlefield wuchs als eines von fünf Kindern in einer begüterten und einer der ältesten ansässigen Familien auf der Insel Block Island auf. Ihre Mutter Phebe Ray war eine direkte Nachfahre des Baptisten und Kämpfers für Religionsfreiheit Roger Williams. Ihr Vater John Littlefield war Landadliger und Abgeordneter der Generalversammlung.
Kurz nach dem Tod der Mutter wurde sie als Zehnjährige in Greenwich, Rhode Island, von ihrer Tante mütterlicherseits familiär aufgenommen. Im Hause der Tante wurde sie unterrichtet und lernte sie den 12 Jahre älteren Nathanael Greene, einen gebildeten Quäker und Befürworter des bewaffneten Kampfes gegen England kennen. Die beiden heirateten am 20. Juli 1774. Im April 1775 trat Nathanael Greene ins Militär ein und wurde ein enger Vertrauter von George Washington, was in den folgenden Kriegsjahren ihrer beider Leben prägte. Catharine Littlefield Greene folgte so oft es ging ihrem Mann in sein Hauptquartier oder seine Stationierungsorte, um dort mit ihm zu leben. Catharine Littlefield Greene wird von Historikern zugeschrieben, dass sie positiven Einfluss auf die militärische Disziplin und die vor dem Zerfall stehende Truppe ausgeübt haben soll, was auch die Dankbarkeit von George Washington hervorrief.
Zwischen Februar 1776 und Frühjahr 1786 gebar sie sieben Kinder, wovon nur fünf das Säuglingsalter überlebten.
Nach Beendigung des Amerikanischen Unabhängigkeitskrieges ließ sich die Familie 1785 auf der Plantage Mulberry Grove bei Savannah, Georgia nieder. Mit dem Anbau versuchten sie, Schulden von Nathanael Greene, die in Ausübung seiner Militäraufgaben entstanden waren, zu tilgen. Unverhofft verstarb er am 19. Juni 1786. 
Im Alter von 32 Jahren war Catharine Littlefield Greene Witwe und für das Überleben ihrer fünf Kinder im Alter zwischen drei und zehn Jahren zuständig. Mit Unterstützung des Hauslehrers ihrer Kinder, Phineas Miller, führte sie die Plantage fort und bereitete eine Entschädigungsklage gegen die amerikanische Bundesregierung vor, um die Gelder zurückzuerhalten, die ihr Ehemann im Dienst der Armee ausgegeben hatte. Mit einem Gesetz, das George Washington 1792 unterzeichnete, wurden ihr 47.000 Dollar zugesprochen, mit denen sie die Schulden tilgte.

## Erfindung der Cotton Gin
Ab 1792 lebte Eli Whitney, Yale-Absolvent auf der Suche nach Arbeit und ein Bekannter von Phineas Miller, in der Nähe von Mulberry Grove. Anfangs war er in der Nachbarschaft als Hauslehrer tätig, später übernahm er handwerkliche Aufgaben auf der Plantage. Die mühsame Arbeit bei der Baumwollernte, so vermuten Historiker, habe Catharine Littlefield Greene und Whitney ins Gespräch und sie auf die Idee gebracht, eine Maschine zu entwickeln, die die Samenkörner von der Baumwolle trennt. Greene erläuterte ihm, wie unrentabel der Anbau von Grünkernbaumwolle angesichts des hohen Zeitaufwandes für die Reinigung war. Der Überlieferung nach hat sie ihn überredet, eine Maschine zu bauen, die die Saatbaumwolle reinigen konnte.
Greene finanzierte die Entwicklung. Sie stellte Whitney neben Werkzeug und Verpflegung auch eine Werkstatt zur Verfügung, in der er sich sechs Monate mit der Konstruktion seiner Engine (Abk. „Gin“) beschäftigte. Nachdem sein Prototyp nicht den Erwartungen entsprach, soll von Greene der entscheidende Hinweis stammen, „die Holzzähne, die er auf die Walzen der Maschine gesetzt hatte, durch Drahtzähne zu ersetzen. Der Verbesserungsvorschlag war ein voller Erfolg.“ Die so modifizierte Maschine ist auch heute noch ohne wesentliche Veränderung im Einsatz.
Catharine Littlefield Greene machte unter den Plantagenbesitzern der Umgebung Reklame für die Maschine. Dies erschwerte aber die Patentierung der Maschine durch Whitney und seinen Geschäftspartner Phineas Miller, da inzwischen findige Handwerker Nachbauten auf den Markt gebracht hatten. Langwierige Prozesse um das Patent vom 14. März 1794 folgten, die Catharine Littlefield Greene finanzierte, unter Umständen auch, weil es Frauen zu jener Zeit nicht erlaubt war, Patente zu halten. Catharine Littlefield Greene geriet dadurch erneut in finanzielle Schwierigkeiten und musste Mulberry Groove verkaufen. Whitney selbst konnte keinen Gewinn aus dem Patent ziehen, zahlte aber Lizenzgebühren an sie.  
Mit ihrer Familie zog sie nach Cumberland Island und bewohnte Dungeness, ein Grundstück, das ihrem verstorbenen Ehemann für seinen militärischen Einsatz geschenkt worden war. 1796 heiratete Catharine Littlefield Greene den langjährigen Weggefährten Phineas Miller, der 1803 verstarb. Sie selbst lebte bis zu ihrem Tod am 2. September 1814 auf Dungeness.